# الكلية الحربية التابعة للجيش اللبناني
تعتبر الكلية الحربية التابعة للجيش اللبناني  جزءًا من القوات المسلحة اللبنانية، وتقع في قاعدة شكري غانم العسكرية في منطقة الفياضية لبنان، وهي مرتبطة إداريًا بقسم القيادة والإدارة. وتعد هذه الكلية من أقدم المؤسسات العسكرية في لبنان، وكانت قد تأسست في دمشق في العام 1921 تحت الانتداب الفرنسي.

## الخلفية التاريخية
بعد الحرب العالمية الأولى، قام الجيش الفرنسي بتنظيم وحدات عسكرية في البلدان المنتدبة، وظهرت الحاجة إلى ضباط وطنيين ومترجمين ومختصين لإنشاء إدارات لهذه الوحدات وللتجهز للاستقلال. تأسست مدرسة عسكرية في دمشق في العام 1921 من أجل إعداد وتجهيز الضباط لهذه الوحدات. وفي العام 1932، انتقلت المدرسة إلى حمص، وتكون موظفيها الإداريين في تلك الفترة من قائد المدرسة (ضابط فرنسي) ومساعد قائد (ضابط لبناني أو سوري) وضباط تدريب مع مساعديهم من ضباط الصف (لبنانيين أو سوريين أو فرنسيين). كان التسجيل والتخرج من المدرسة يتم خلال شهر تشرين الأول من كل عام، وكانت شروط القبول في المدرسة آنذاك تتطلب من الفرد أن يكون بين سن 18-25 عامًا، وأن يكون حاملاً للشهادة المتوسطة ومجتازًا لاختبار القبول، وأن يكون مواطنًا لبنانيًا أو سوريًا أو لديه أب لبناني أو سوري.
دربت المدرسة العسكرية تلاميذ عسكريين لفترات مختلفة شملت 3 سنوات لأولئك الذين لم يكونوا متقنين اللغة الفرنسية وسنتان للذين يتقنوها وسنة واحد لضباط الصف. وفي نهاية فترة التدريب، كان يتم تخريج التلاميذ وترقيتهم إلى رتبة ملازم وفقًا للدرجة. ويتم منح الضباط الخريجين خلال حفل التخريج الذي كان يرأسه رئيس الوزراء السوري في كثير من الأحيان شهادة قائد الفصيلة كل في تخصصه (المشاة والفرسان والمدفعية والهندسة) وشهادة الكفاءة لرتبة ملازم. ويتم بعد التخرج تعيين الضباط في وحدات الجيش المختلفة، حيث يقومون بإنشاء الإدارات والوحدات اللازمة لأغراض التدريب والتأهيل والقيادة. في تاريخ 15 آب من العام 1945، تم تسليم المدرسة إلى السلطات السورية، وانتقلت الوحدات اللبنانية والفرنسية إلى لبنان حيث التحق المدربون والطلاب بثكنات القبة في طرابلس وتم تعيينهم إداريًا تحت سلطة الكتيبة الثالثة الموجودة هناك. وحصل الطلاب بعد ذلك على إجازة لمدة 15 يومًا وانضموا إلى معسكر في كوسبا. وفي 25 أيلول، انتقلت المدرسة إلى دير القديس أنتوني في بعبدا، واستقرت هناك لمدة عام تقريبًا. وفي تاريخ 14 تشرين الأول عام 1946، انتقلت المدرسة إلى قاعدة شكري غانم، وكانت المباني تتألف من ثكنات كانت تستخدم من قبل البريطانيين قبل مغادرتهم لبنان وبقيت المدرسة في هذا الموقع حتى الآن. وفي تاريخ 31 كانون الأول من العام 1951، افتتح الرئيس اللبناني بشارة الخوري المباني الجديدة للمدرسة.

## رسالة الكلية
تقضي رسالة الأكاديمية العسكرية في تأهيل وتدريب الفئات التالية:
- التلاميذ الضباط ليصبحوا برتبة ملازم ثاني كقائد فصيلة في الفروع المختلفة المتضمنة الجيش وقوات الأمن الداخلي والجمارك وقوات الأمن العامة وقوات أمن البلد.

- الضباط المتخصصين المعينيين تلقائيًا كضباط ذوي خبرة وفقًا لمجالات دراستهم.

- الضباط المرؤوسين (دورة قائد سرية، أو دورات الغواصين).

- ضباط خدمة العلم (ضباط مشروع العسكرية).

- الضباط غير المفوضين والذين هم مؤهلين ليصبحوا ضباط.

## الالتحاق بالكلية

### متطلبات القبول
يجب أن يمتلك المرشح المتطلبات الحالية التالية والتي تشمل ما يلي:
1.   أن يكون مواطنًا لبنانيًا لأكثر من 10 سنوات.
2.   أن يكون عمره بين 18-24.
3.   أن لا يكون محكومًا بجنحة أو محاولة ارتكاب جريمة من أي نوع أو جنحة مخلة، أو يكون قد حكم عليه بالسجن لمدة تزيد عن ستة أشهر. وتطبق هذه الأحكام على الأشخاص المشمولين بالعفو العام أو العفو الخاص.
4.   أن يكون أعزبًا أو مطلقًا أو أرملاً دون أطفال.
5.   أن يكون ذا سمعة جيدة وغير مدمن على الكحول أو القمار أو المخدرات.
6.   أن يكون حاصلاً على شهادة البكالوريا اللبنانية أو ما يعادلها.
7.   أن يكون صالحًا للخدمة العسكرية.
8.   أن يخضع لاختبار ويتم اختياره وفقًا لمستواه.
9.   أن يكون جاهزًا للتوقيع على عقد لمدة يقرها المعهد الذي تقدم إليه.
10. أن يكون مستعدًا للالتزام بالعقد عند القبول وقطع الروابط وإلغاء انتمائه لأي حزب أو جمعية أو نقابة وعدم حضور اجتماعاتهم.

### اختبار القبول
يمر اختبار القبول بالمدرسة الحربية بأربع مراحل وهي:
- المرحلة الأولى: اختبار نسبة الذكاء.

- المرحلة الثانية: اختبار اللياقة البدنية.

- المرحلة الثالثة: الفحص الطبي.

- المرحلة الرابعة: اختبار الكتابة والتقييم.

يستطيع المرشحون المتابعة في الانتقال إلى المرحلة التالية إذا اجتازوا المرحلة السابقة. وتضع قيادة الجيش بموافقة المجلس العسكري الشروط والأحكام الخاصة لكل مرحلة من مراحل الاختبار سنويًا وقبل إجراء اختبارات القبول.

### مواضيع اختبار القبول
تتضمن مواضيع اختبار القبول ما يلي:
- اللغة العربية (فهم وتفسير المواضيع العامة جانب الترجمة).

- اللغة الأجنبية (الفرنسية أو الإنجليزية).

- الجغرافيا والتاريخ.

- علم الاجتماع والاقتصاد.

- الدراسات الوطنية والتأهيل المدني.

- الرياضيات: الجبر، الهندسة، التفاضل والتكامل وعلم المثلثات.

- العلوم: الفيزياء والكيمياء والعلوم الطبيعية وأجهزة الكمبيوتر، بالإضافة إلى اختبار طبي واختبار لياقة بدنية.

## روابط خارجية
- The Military Academy